# Gà tuyết Altai
Tetraogallus altaicus là một loài chim trong họ Phasianidae.